# Pelidnota polita
Pelidnota polita är en skalbaggsart som beskrevs av Pierre André Latreille 1812. Pelidnota polita ingår i släktet Pelidnota och familjen Rutelidae.

## Underarter
Arten delas in i följande underarter:
- P. p. cupritarsis
- P. p. orozcoi
- P. p. darienensis
- P. p. pittieri